# Hannah Botterman
Pas d'image ? Cliquez ici

a Compétitions nationales et continentales officielles uniquement.

b Matchs officiels uniquement.
Dernière mise à jour le 29 juillet 2025.
Hannah Botterman, née le 8 juin 1999 à Stevenage (Angleterre), est une joueuse internationale anglaise de rugby à XV évoluant au poste de pilier. Elle joue aux Bristol Bears.

## Biographie
Hannah Botterman naît le 8 juin 1999. Sa tante Jane Everett a été pilier internationale anglaise et a disputé la Coupe du monde 1994. Son oncle Greg Botterman a également joué pilier pour l'Angleterre A et porté le maillot des Saracens pendant quatre ans. Elle commence la pratique du rugby à XV à quatre ans au Datchworth RFC. En 2011, elle rejoint le Welwyn RFC où jouent les futures internationales Ella Wyrwas, Zoe Harrison et Helena Rowland. Elle fait une saison au Hartpury College (en) (centre de formation de Gloucester-Hartpury RFC), qui la dégoute quelque peu du rugby, à un âge où elle considère le rugby comme un loisir et où elle ne l'a pas envisagé comme une pratique de haut niveau. De plus son tempérament plutôt rebelle ne colle pas à la discipline de l'établissement : elle quitte donc le Hartpury College avant de s'en faire renvoyer. 
À dix-huit ans, à la demande de son ancien entraineur Rob Cain, elle rejoint les Saracens sans vraiment savoir si elle va poursuivre sa carrière. Elle retrouve le plaisir de jouer et prend conscience de ses aptitudes. Auteure d'une très belle saison (elle joue notamment les 80 minutes de la finale contre les Harlequins et marque l'essai de la gagne), elle fait ses débuts en équipe d'Angleterre la même année contre le Canada.
En 2019, elle signe un contrat professionnel avec la Fédération anglaise de rugby à XV.
Elle est à nouveau championne la saison suivante mais perd en finale l'année d'après.[réf. nécessaire]
C'est auréolée d'un nouveau titre national qu'elle est retenue en septembre 2022 pour disputer la Coupe du monde en Nouvelle-Zélande. Quelques jours avant la demi-finale face au Canada, elle reçoit un coup de téléphone de son père, en larmes : il l'informe que son grand-père, atteint d'un cancer, est dans un état critique. Elle décide de rester sur place, car c'est ce qu'aurait voulu son grand-père. Durant le dernier entrainement avant la demi-finale contre le Canada, elle se blesse au genou et rate le reste de la compétition. Elle apprend le décès de son grand-père le jour de la finale.
En 2023, elle signe aux Bristol Bears après six saisons avec les Saracens.
À l'automne suivant, elle fait partie des trente joueuses qui partent en Nouvelle-Zélande participer à la première édition du WXV, remporté par les Red Roses. Au printemps 2024, elle remporte son sixième Tournoi des Six Nations, une nouvelle fois assorti d'un Grand Chelem. Elle est titulaire lors des cinq matchs. Par la suite, son club s'incline en finale de la Premiership face au Gloucester-Hartpury RFC.
En 2024-2025, elle est à nouveau sélectionnée pour le WXV, encore remporté par les Anglaises. Les Bristol Bears sont éliminées en demi-finale du Championnat d'Angleterre, encore par le Gloucester-Hartpury RFC.
En juillet 2025, elle est sélectionnée pour la Coupe du monde en Angleterre.

## Palmarès

### En club
- Vainqueur du Championnat d'Angleterre en 2018, 2019 et 2022
- Finaliste du Championnat d'Angleterre en 2021 et 2024.

### En équipe nationale
- Vainqueur du Tournoi des Six Nations en 2019, 2020, 2021, 2022, 2023, 2024 et 2025.
- Finaliste de la Coupe du monde en 2021.
- Vainqueur du WXV en 2023 et 2024.

### Distinctions personnelles
- Membre de l'équipe type du Tournoi des Six Nations en 2024[16].